# Konzentrationslager-Literatur
Konzentrationslager-Literatur umfasst all jene Erfahrungsberichte, Reportagen, Briefwechsel, Autobiographien, Prosa und Lyrik, die in oder infolge von Gefangenschaft in den Konzentrationslagern der nationalsozialistischen Gewaltherrschaft entstanden sind. Sie ist ein Teil der Gefangenenliteratur, aber nicht deckungsgleich mit der Holocaustliteratur, denn nicht alle Konzentrationslager waren Vernichtungslager. Fiktive Texte, in denen es thematisch um die Gefangenschaft in Konzentrationslagern geht, werden ausschließlich dann dazu gerechnet, wenn der Verfasser beziehungsweise die Verfasserin tatsächlich davon betroffen war.
Zu den ersten und zu den heute bekannteren Werken der Konzentrationslager-Literatur zählen
- Nico Rost: Brief uit een concentratiekamp. In: Links Richten. Nr. 8, 1. Mai 1933 (niederländische Zeitschrift)
- Hans Beimler: Im Mörderlager Dachau. Moskau, August 1933. 69 S. Zugleich auf Englisch.
- Gerhart Seger: Oranienburg. Karlsbad 1934.
- Willi Bredel: Die Prüfung. 1934.
- Wolfgang Langhoff: Die Moorsoldaten. 13 Monate Konzentrationslager. Zürich 1935. München 1946.
- Paul Massing, u.d.N. Karl Billinger: Schutzhäftling 880. Paris 1935.
- Julius Zerfass, u.d.N. W. Hornung: Dachau. Eine Chronik. 1936
- Karl August Wittfogel, u.d.N. Klaus Hinrichs: Staatliches Konzentrationslager VII. Malik, London 1936
- Ernst Wiechert: Der Totenwald. Ein Bericht. Zürich 1946. 1939 geschrieben.
- Eugen Kogon: Der SS-Staat. München 1946.
- Erwin Gostner: Tausend Tage im KZ. Innsbruck o. J. [1945/46].
- Nico Rost: Goethe in Dachau. 1946 (auf Niederländisch). München o. J. [1948].
- Zenon Rozanski: Mützen ab...Eine Reportage aus der Strafkompanie des KZ Auschwitz. Hannover 1948.
- Hermann Langbein: Die Stärkeren. 1949.
- Carl Laszlo: Ferien am Waldsee. 1955.
- Bruno Apitz: Nackt unter Wölfen. 1958.
- Primo Levi: Ist das ein Mensch? 1958.
- Jorge Semprún: Die große Reise [Paris 1963]. 1964
- Peter Weiss: Die Ermittlung. 1965.
- Ana Novac: Die schönen Tage meiner Jugend [1966 in Ungarn]. 1967. Von Eva Moldenhauer übersetzte Neufassung, Frankfurt a. M. 2009
- Imre Kertész: Roman eines Schicksallosen [1975 in Ungarn].
- Hermann Langbein: Menschen in Auschwitz. 1980
- Fania Fénelon: Das Mädchenorchester in Auschwitz 1981
- Jerzy Bielecki: Wer ein Leben rettet [1990 in Polen]. 2009
- Ruth Klüger: weiter leben. Eine Jugend. Göttingen 1992
- Stanislav Zámečník: (Hrsg. Comité International de Dachau): Das war Dachau. 2002.